# Lamachus gelriae
Lamachus gelriae là một loài tò vò trong họ Ichneumonidae.